# Agnes Gertrud von Habsburg
Agnes Gertrud von Habsburg (* 1257 in Rheinfelden, Herzogtum Schwaben; † 11. Oktober 1322 in Wittenberg, Herzogtum Sachsen-Wittenberg) war ein Mitglied des Hauses Habsburg. Sie war als Ehefrau von Albrecht II. Herzogin von Sachsen. Als das Herzogtum Sachsen 1296 geteilt wurde, wurde Agnes Herzogin von Sachsen-Wittenberg.

## Familie
Agnes wurde als jüngere Tochter von Rudolf IV. von Habsburg und seiner ersten Frau Gertrude von Hohenberg geboren.
Die Habsburger waren ein relativ unbedeutendes Geschlecht, bis Agnes’ Vater Rudolf 1273 zum römisch-deutschen König gewählt wurde. Danach begann der Aufstieg der Habsburger zur Herrscherdynastie des Heiligen Römischen Reiches.
Agnes war das vierte von zehn Kindern. Ihr Bruder Albrecht I. folgte seinem Vater als römisch-deutscher König nach. Ihr Bruder Hartmann ertrank 1281. Rudolf II. wurde Herzog von Schwaben, starb aber 1290. Agnes und ihre Schwestern wurden mit mächtigen Fürsten verheiratet: Mathilde heiratete Ludwig, Herzog von Oberbayern, Katharina Otto III. von Niederbayern, Hedwig Otto VI., Markgraf von Brandenburg-Salzwedel, Klementia Karl Martell, Titularkönig von Ungarn und Guta König Wenzel II. von Böhmen. Dadurch sicherte er sich die Unterstützung der mächtigen Fürsten im Reich.
Nach dem Tod von Agnes’ Mutter 1281, heiratete Rudolf Isabella von Burgund. Diese war, abgesehen von Guta, jünger als ihre Stiefkinder.
Agnes wurde im Franziskanerkloster in Wittenberg beigesetzt. 1883 wurden die Gebeine in die Schlosskirche Wittenberg überführt.

## Heirat und Nachkommen
Herzog Albrecht II. gab Rudolf von Habsburg 1273 bei der Wahl zum römisch-deutschen König seine Stimme. Im Gegenzug heirateten er und Agnes an dessen Krönungstag, dem 24. Oktober 1273, in Aachen. Sie hatten sechs Kinder:
- Rudolf (um 1284–1356), Herzog von Sachsen-Wittenberg und Markgraf von Brandenburg
- Otto († nach 29. August 1311)
- Albert (um 1285–1342), Fürstbischof von Passau
- Wenzel († 1327), Kanoniker in Halberstadt
- Anna († 1327), verheiratet in erster Ehe mit Friedrich dem Lahmen von Thüringen und in zweiter Ehe mit Heinrich II., Herr von Mecklenburg
- Elisabeth († 1341)[2]